# ホセ・パニアグア
- ホセ・パニアーガ

ホセ・ルイス・パニアグア・サンチェス（José Luis Paniagua Sánchez, 1973年8月20日 - ）は、ドミニカ共和国サン・ホセ・デ・オコア州サン・ホセ・デ・オコア出身の元プロ野球選手（投手）。右投右打。

## 経歴
1990年にモントリオール・エクスポズと契約してプロ入り。
1996年4月4日のシンシナティ・レッズ戦にて先発でメジャーデビュー。この試合では5回1失点で勝利投手となっている。
1998年に移籍したシアトル・マリナーズでは1999年からの3年間で年平均63試合に投げるなどリリーフとして活躍した。
独立リーグ2球団でプレーの2008年を最後に引退した。

## 詳細情報

### 背番号
- 36（1996年 - 1997年、2000年 - 2001年）
- 30（1998年 - 1999年）
- 22（2002年）
- 50（2003年）
- 69（2006年）